# NGC 3522
NGC 3522 је елиптична галаксија у сазвежђу Лав која се налази на NGC листи објеката дубоког неба.
Деклинација објекта је + 20° 5' 10" а ректасцензија 11h 6m 40,4s. Привидна величина (магнитуда) објекта NGC 3522 износи 13,1 а фотографска магнитуда 14,1. Налази се на удаљености од 25,5000 милиона парсека од Сунца. NGC 3522 је још познат и под ознакама UGC 6159, MCG 3-28-60, CGCG 95-113, PGC 33615.